# Misunderstood (Robbie Williams-dal)
A Misunderstood című dal Robbie Williams brit popénekes kislemezén jelent meg 2004. december 6-án. A kislemez az énekes Greatest Hits (Robbie Williams-album) című válogatásalbumának második kislemeze. A single az Egyesült Királyság slágerlistáján a 8. helyen végzett. A dal a Bridget Jones: Mindjárt megőrülök!  című film zenéjében szerepel.
A kislemez az egész világon megjelent, kivéve az Amerikai Egyesült Államokat.

## Videóklip
A dal videóklipjében láthatunk néhány jelenetet magából a Bridget Jones: Mindjárt megőrülök! című filmből. Williams-t letartóztatja a thai rendőrség. Egymás után teszik elé a különböző "bizonyítékokat": Bridget Jones levelét, szalmakalapját, melltartóját. A klip forgatásának végén a kihallgatótiszt azt mondja Williams-nek: "Úgy néz ki, nagyon sokáig bent fog maradni." Williams megkérdezi: "Mennyi az a nagyon sok? A tiszt így válaszol: "Ó, talán egy évezredig." Williams erre hátrafordul a kamera felé és énekli: "Millennium". (Ezzel a Millennium című dalára céloz.)
| „                 | A Misunderstood csak úgy kijött egy csomó dallal együtt, amiket írtunk, és azt kell mondjam, határozottan ez a legérzelmesebb dal, amit írtunk. | ” |
| – Robbie Williams | |   |

## Formátumok és tracklista
A Misunderstood című kislemeznek az alábbi formátumai jelentek meg.
Egyesült Királyság kislemez CD

(Megjelent: 2004. december 6.)
1. "Misunderstood" – 4:01
2. "Do Me Now" [Demo] – 3:19

Egyesült Királyság Maxi CD

(Megjelent: 2004. december 6.)
1. "Misunderstood" – 4:01
2. "Please Please" – 3:27
3. "(I Feel It But) I Can't Explain" – 4:39
4. "Gallery & Video Clip"

Egyesült Királyság DVD

(Megjelent: 2004. december 6.)
1. "Misunderstood" [Video]
2. "Chemical Devotion" [Audio]
3. "The Postcard" [Audio]
4. "Gallery & Video Clip"

## Közreműködők
- Robbie Williams – vezető vokál
- Claire Worrall – háttérvokál, zongora
- Gary Nuttall – elektromos gitár
- Stephen Duffy – akusztikus gitár, basszusgitár, harmonika
- Melvyn Duffy – pedálos steel gitár
- Chris Sharrock – dobok
- Gavyn Wright – vonósok vezetője
- Claire Worrall – rendező
- David Bishop – rézfúvósok
- Neil Sidwell – rézfúvósok
- Steve Sidwell – rézfúvósok

## Helyezések
| Slágerlista (2004)                  | Legmagasabb helyezés |
| ----------------------------------- | -------------------- |
| Tajvan kislemez listája             | 4                    |
| Ukrajna kislemez listája            | 7                    |
| Olaszország kislemez listája        | 7                    |
| Egyesült Királyság kislemez listája | 8                    |
| Dánia kislemez listája              | 9                    |
| Hollandia kislemez listája          | 15                   |
| Kína kislemez listája               | 17                   |
| Spanyolország kislemez listája      | 19                   |
| Németország kislemez listája        | 20                   |
| Ausztria Top 40 kislemez lista      | 21                   |
| Svájc kislemez listája              | 26                   |
| Írország kislemez listája           | 27                   |
| Svédország kislemez listája         | 35                   |
| Ausztrália kislemez listája         | 39                   |
| Románia Top 100 kislemez lista      | 53                   |

## Külső források
- A Millennium videóklipje a Youtube-on